# 服部正平
服部 正平（はっとり まさひら、1950年 - ）は日本の生命科学者、東京大学名誉教授。専門はゲノム生物学。ヒト21番染色体の全解読などに大きく貢献した。

## 略歴
- 1972年 岐阜大学工学部卒
- 1979年 大阪市立大学大学院工学研究科博士課程修了（工学博士）
- 1979年 東亞合成化学工業（現・東亞合成） 研究員
- 1984年 九州大学遺伝情報実験施設（現・生体防御医学研究所遺伝情報実験センター） 助手
- 1987年 米国スクリプス研究所およびカリフォルニア大学サンディエゴ校 研究員
- 1991年 東京大学医科学研究所ヒトゲノム解析センター 助教授
- 1999年 理化学研究所ゲノム科学総合研究センター チームリーダー
- 2002年 北里大学北里生命科学研究所 教授
- 2006年 東京大学大学院新領域創成科学研究科 教授
- 2008年 同研究科附属施設オーミクス情報センター センター長兼任
- 2015年 早稲田大学理工学術院先進理工学研究科 教授

ヒト、チンパンジーのゲノム解析から微生物のゲノム解析へとシフトし、現在ではメタゲノム解析という新しい手法により主に腸内フローラ（腸内細菌叢）の解明に挑んでいる。

## 著書
- 分子生物学プロトコール（共著、1999年、南江堂）
- 医学・薬学研究者のためのバイオテクノロジー概論（共著、2000年、医療ジャーナル社）
- ホールゲノムショットガン法によるゲノム解析とアノテーション（生物化学実験法）（共著、2001年、学会出版センター）
- ヒトゲノム完全解読から「ヒト」理解へ—アダムとイヴを科学する（2005年、東洋書店）